# Thalera chosensis
Thalera chosensis är en fjärilsart som beskrevs av Felix Bryk 1948. Thalera chosensis ingår i släktet Thalera och familjen mätare. Inga underarter finns listade i Catalogue of Life.